# Град на ангели
„Град на ангели“ (на английски: City of Angels) е американски романтичен фентъзи филм от 1998 г. на режисьора Брад Силбърлинг, и участват Никълъс Кейдж и Мег Райън. Заснет в Лос Анджелис, Калифорния, филмът е свободен римейк на немския филм „Криле на желанието“ през 1987 г., който е заснет в Берлин.

## Български дублаж
Филмът е излъчен на български език с дублаж от bTV през 2011 г.
| Озвучаващи артисти  | Гергана Стоянова Радосвета Василева Радослав Рачев Тодор Георгиев Здравко Методиев |
| Преводач            | Калина Кирилова                                                                    |
| Тонрежисьор         | Радослав Колев                                                                     |
| Режисьор на дублажа | Чавдар Монов                                                                       |